# Ноже
Ноже (чечен. Ножа) — хутор в Веденском районе Чеченской Республики. Входит в состав Тазен-Калинского сельского поселения.

## География
Хутор расположен на левом берегу реки Гумс, в 8 км к северо-востоку от районного центра Ведено.
Ближайшие населённые пункты: Тазен-Кала на востоке, Дышне-Ведено на юго-западе, Эрсеной на северо-западе и Кошка-Аре на северо-востоке.

## Население
| 1990 | 2002 | 2010 |
| ---- | ---- | ---- |
| 177  | ↘0   | →0   |